# Michaela Behal
Michaela Behal (* 1966 in Wahlstorferfelde) ist eine deutsche Schauspielerin.

## Leben
Michaela Behal wuchs als Tochter einer deutschen Mutter und eines indischen Vaters in Preetz auf. Ihre Schauspielausbildung begann sie an der Schule für Schauspiel Kiel. Nach deren Schließung setzte sie ihr Studium an der Schule für Schauspiel Hamburg fort, wo sie als Diplomschauspielerin abschloss. Es folgten Engagements am Thalia Theater, der Landesbühne Wilhelmshaven, dem Stadttheater Baden-Baden, Pfalztheater Kaiserslautern und dem Badischen Staatstheater Karlsruhe.
Im Spielfilm Schröders wunderbare Welt von Michael Schorr aus dem Jahr 2006 spielte sie die weibliche Hauptrolle.
2021 spielte sie im Kurzfilm Taximann, der bei den 56. Internationalen Hofer Filmtage den Publikums-Kurzfilmpreis der Stadt Hof gewann, die weibliche Hauptrolle.

## Theater (Auswahl)
- 1990: Thomas Strittmatter: Untertier – Regie: Michael Heiks (Thalia Theater)
- 1991: Ad de Bont: Das ertrunkene Land – Regie: Maja Fanke (Landesbühne Wilhelmshaven)
- 1992: Johann Wolfgang von Goethe: Faust I – Regie: Dr. Frieder Lorenz (Stadttheater Baden-Baden)
- 1993: Gotthold Ephraim Lessing: Emilia Galotti – Regie: Dr. Frieder Lorenz (Stadttheater Baden-Baden)
- 1993: Joe Masteroff: Cabaret – Regie: Dr. F. Gerhards (Stadttheater Baden-Baden)
- 1993: Friedrich Schiller: Kabale und Liebe – Regie: Dr. Frieder Lorenz (Domfestspiele Bad Gandersheim)
- 1993: Bertolt Brecht: Leben des Galilei – Regie: Dr. Frieder Lorenz (Stadttheater Baden-Baden)
- 1994: Neil Simon: Sonny Boys – Regie: František Mička (Stadttheater Baden-Baden)
- 1994: Friedrich Schiller: Don Carlos – Regie: Dr. Frieder Lorenz (Stadttheater Baden-Baden)
- 1995: Johann Wolfgang von Goethe: Iphigenie auf Tauris – Regie: Dr. Frieder Lorenz (Stadttheater Baden-Baden)
- 1995: Ralph Benatzky: Im weißen Rössel – Regie: Dr. F. Gerhards (Stadttheater Baden-Baden)
- 1996: William Shakespeare: König Lear – Regie: Dr. Frieder Lorenz (Stadttheater Baden-Baden)
- 1996: Anton Tschechow: Die Möwe – Regie: Tobias Lenel (Pfalztheater Kaiserslautern)
- 1997: Bertolt Brecht: Trommeln in der Nacht – Regie: Peter Schroth (Pfalztheater Kaiserslautern)
- 1997: Floh de Cologne: Rotkäppchen – Regie: F. Kasperski (Pfalztheater Kaiserslautern)
- 2003: Michael Kröchert: Die Peitsche – Regie: Michael Kröchert (Theaterdiscounter)
- 2022: Theresa Walser: Ich bin wie ihr, ich liebe Äpfel – Regie: Marco Thom
- 2023: Nataly Ritzel: Bunkernacht – Regie: Nataly Ritzel

## Filmografie (Auswahl)
- 2000: Streit um Drei (Fernsehserie)
- 2001: In aller Freundschaft (Fernsehserie)
- 2003: Für alle Fälle Stefanie (Fernsehserie)
- 2005: Schröders wunderbare Welt
- 2020: Mordgesicht (Kurzfilm)
- 2021: Taximann (Kurzfilm)
- 2023: Goodnight, Killer
- 2024: Die Zweiflers (Miniserie)